# 罗熹
罗熹（1960年12月—），男，汉族，江西上高人，曾任中国太平保险集团董事长、中国人民保险集团董事长。在太平工作期间重点发展与外资券商合作。

## 生平
1987年毕业于中国人民银行研究生部（今清华大学五道口金融学院），获经济学硕士学位，职称是高级经济师。
罗熹先后在中国农业银行、中国工商银行担任高级管理人员，从事金融工作30多年。罗熹从2013年6月开始，任中国工商银行董事会执行董事、副行长。他在2002年－2004年，任中国农业银行行长助理；2004年－2009年，任中国农业银行副行长；2009年1月－2009年12月，任中国农业银行董事会执行董事、副行长;2009年12月-2013年6月，任中国工商银行副行长。2016年1月7日任华润集团副董事长、总经理。2018年9月，任中國太平保險集團党委书记、董事长。2020年9月，調任中国人民保险集团党委书记。
罗熹在中国农业银行担任国际业务部总经理多年，分管国际业务部10多年。他还先后兼任海南国际财务公司董事长、香港农银国际董事长、工银莫斯科董事长、工银加拿大董事长等职务。国际特许公认会计师公会（ACCA）授予罗熹2013年度卓越成就奖。
2021年，罗熹重新研究了人保的文化体系，并推出新标志。但这一举动也引起非议，有老员工认为PICC是人保“金字招牌”，新标志更多是形式主义。
2023年1月30日，中國人保旗下的人保壽險发出的一份內部郵件顯示，公司下發名為《關於開展「學習羅董金句，激揚奮進力量」學習活動的通知》，通知要求總公司各部門主要負責人、各級機構学习罗熹金句，通過集中學習、個人自學、背誦打卡等多種方式，確保全體內勤人員牢记金句內容。《通知》还提到，要在2月10日前完成全员闭卷通关及考试。相关事件引发争议，引起「諂媚領導」的質疑。事发不久，相關通知及《羅熹董事長這些金句值得收藏！》一文在微信公眾號內被刪除，原定的閉卷考試也被取消。
2月17日，罗熹不再担任中国人民保险集团股份有限公司党委书记职务。
3月16日起，罗熹不再擔任中国人保执行董事、董事长及董事会战略与投资委员会主任委员职务。

## 兼职
- 银行业协会消费者保护委员会主任
- 金融教育发展基金会副理事长
- 外交部外交政策咨询委员会委员
- 国际金融学会副会长
- 国际金融理财标准委员会中国专家委员会副主席
- 清华大学和对外经济贸易大学研究生导师